# Ossi Aalto

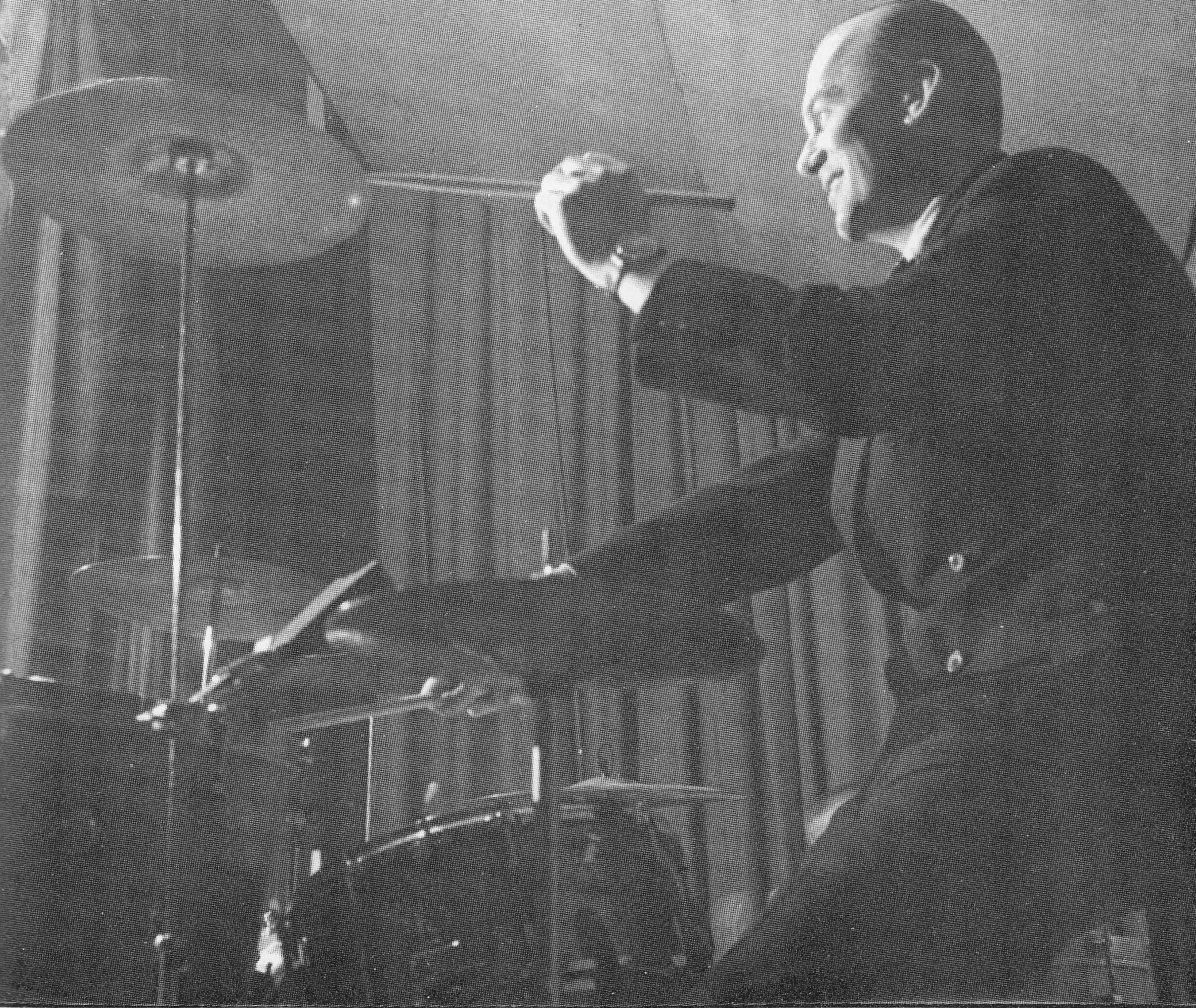
Ossi Aalto in 1945.

Osmo "Ossi" Adolf Aalto (Helsinki, 17 augustus 1910 - aldaar, 19 januari 2009) was een Finse jazzdrummer en bandleider.
Aalto begon zijn loopbaan in 1927 bij de Finse groep Black Birds. In de periode 1928-1930 speelde hij in de Saxophone Jazz Band en in de jaren 1936-1939 in het orkest Dallapé, een orkest dat nog steeds bestaat. Van 1940 tot 1945 was hij lid van het Erkki Ahon orkesteri. In 1945 richtte hij een bigband op, Ossi Aallon orkesteri, dat in 1948 afslankte tot een sextet en in 1954 verderging als kwintet.

## Voetnoot
1. ↑  (fi) pomus.net
2. ↑  [dode link]